# 유리의 꽃과 부수는 세계
《유리의 꽃과 부수는 세계》(일본어: ガラスの花と壊す世界)는 일본에서 제작된 이시하마 마사시 감독의 2016년 애니메이션, SF, 판타지 영화이다. 하나모리 유미리 등이 주연으로 출연하였다. A-1 픽처스가 제작하였고, 시모 후미히코가 각본을 맡았다. 포니 캐년이 배급하였으며 2016년 1월 9일 일본에서 개봉되었고 2016년 1월 16일 Crunchyroll에서 스트리밍되었다.

## 출연

### 주연
- 하나모리 유미리
- 타네다 리사
- 사쿠라 아야네
- 카야노 아이